# Jakobsdal, Göteborg
Jakobsdal är ett bostadsområde och en tidigare gård i stadsdelen Bö i Göteborg. Gårdens herrgårdsliknande huvudbyggnad låg där Rysslands generalkonsulat nu ligger med adressen Sankt Sigfridsgatan 1. Bostadsområdet byggdes ut på 1920- och 1930-talen på gårdens tidigare marker. Det omfattar villa- och radhusbebyggelse på bägge sidor av Sankt Sigfridsgatan samt på ett höjddrag i väster ett område med femvånings hyreshus. Kvartersbebyggelsen vid Jakobsdalsgatan dominerar befolkningsmässigt och är det som idag främst förknippas med namnet Jakobsdal.

## Jakobsdals gård

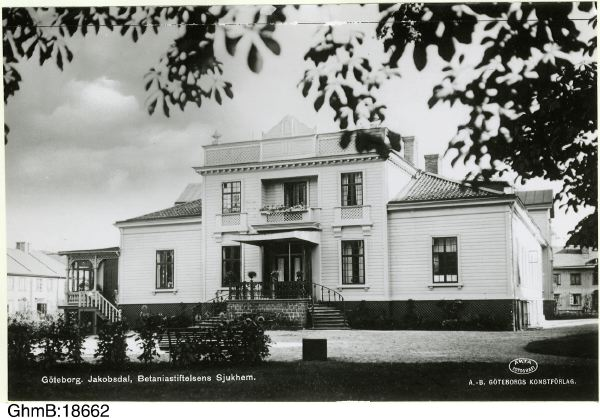
Jakobsdal som Betaniastiftelsens sjukhem.

Det tidigare namnet var Örgryte Stom. Den var sätes- eller avelsgård för avlöning av prästerskapet och brukades av två kyrkbönder. Bonden Börje Börjesson fick lagfart på gården år 1779, vilken inköptes av gästgivaren och handlanden J Jungqvist år 1809. Från år 1819, i samband med att gården köptes av apotekaren och assessorn Hans Jacob Cavallin, kom den att kallas för Jacobsdal.
På området inrättade Cavallin ett kemiskt-tekniskt laboratorium och ett mindre bränneri, samt anlade stora medicinalväxtodlingar. Han lät även bygga ett orangeri, vilket brann ner år 1830. I laboratoriet skedde hösten 1832 en explosion, vid vilken en ung provisor dödades och flera personer skadades. Explosionen inträffade i samband med tillverkningen av bengaliska eldar, vilka skulle användas i Brunnsparken i samband med Karl XIV Johans besök i Göteborg.
Cavallin dog på Jakobsdal den 4 december 1841. Efter Cavallins syster Margareta Cecilia Cavallins död år 1859 såldes egendomen till David Carnegie den yngre och senare köptes den av grosshandlare Gustaf Brusewitz. Grosshandlare  Abrahamsson, som senare förvärvade egendomen, "omvandlade trädgården till ett feeri med dammar, bryggor, lusthus, grottor, statyer på stensocklar m m".
År 1915 köpte Fastighetsaktiebolaget Jakobsdal gården. Bolaget sålde eller arrenderade ut marken till bostadshus, medan huvudbyggnaden överläts till Betaniastiftelsen. Området stadsplanelades av Albert Lilienberg år 1924 och hyreshusen uppfördes under åren 1928–1932.
År 1963 sålde Betaniastiftelsen av ekonomiska skäl Betaniahemmet till direktör Ragnar Magnusson. I slutet av 1960-talet hyrdes huvudbyggnaden ut till Smålands nation för studentbostäder och samlingslokaler. Sedan Smålands nation funnit andra lokaler användes byggnaden en tid som porrklubb. Jakobsdals gård revs år 1972.
År 1967 hade alla landerier i Göteborg och även  Jakobsdal, upptagits som värdefulla i Göteborgs Historiska museums kulturhistoriska inventering, I Stadsbyggnadskontorets reviderade inventering år 1970, var Jakobsdal inte längre med, vilket motiverades med att huset under tiden förslitits och att det diskuterades nybebyggelse.  
Efter rivningen var det oklart vad som skulle ske med området. Bland annat diskuterades lägenhetshus om två till tre våningar, ett 70-tal lägenheter, och även hotell. Den 1 april 1972 köptes Jakobsdal av byggmästare Valfrid Ripsjö.

## Utbyggnad till bostadsområde
Örgryte landskommun inkorporerades i Göteborgs stad 1922, och 1924 utarbetade Göteborgs stadsingenjör Albert Lilienberg en plan för den tidigare egendomen Jakobsdal. Huvudgatan, Sankt Sigfridsgatan, med radhusbebyggelse, blev också Göteborgs utfart mot Borås, nuvarande Riksväg 40.
I området har Jakobsdalsgatan (1925), Laboratoriegatan (1925), Laboratorietrappan (1932) och Stomgatan (1925) fått namn efter gården och Cavallins laboratorieverksamhet. Stomgatan bytte år 1952 namn till Örgryte Stomgata för att undvika förväxling med Storgatan.